# Talbrücke Weißenbrunn am Forst
Die Talbrücke Weißenbrunn am Forst, in der Literatur auch als „Talbrücke Weißenbrunn“ bezeichnet, ist eine Eisenbahnüberführung der Neubaustrecke Ebensfeld–Erfurt bei Weißenbrunn am Forst im Landkreis Coburg. Sie überspannt mit einer Länge von 614 m zwischen den Streckenkilometern 98,263 und 98,877 das Tal des Weißenbrunner Bachs auf einer Höhe von rund 40 m.
Das im Grundriss mit einem Radius von 3570 m gekrümmte Bauwerk hat mit Streckenausbau auf der westlichen Seite eine 2,0 m und eine 4,0 m hohe Lärmschutzwand sowie eine Feste Fahrbahn mit 4,7 m Gleisabstand erhalten.
Die Brücke wurde für eine Entwurfsgeschwindigkeit von 300 km/h ausgeschrieben. Hergestellt wurde ein mit 280 km/h befahrbares Bauwerk (3570 m Radius und 135 mm Überhöhung). Nördlich schließt sich die Verbindungskurve Niederfüllbach zur Anbindung des Bahnhofs Coburg an die Neubaustrecke an.

## Bauwerk
Die Brückenkonstruktion besteht aus einer Kette von acht Einfeldträgern, einer Rahmenbrücke sowie zwei weiteren Einfeldträgern. Die Querschnittsform ist ein in Längsrichtung vorgespannter einzelliger Stahlbetonhohlkasten mit geneigten Stegen und einer Regelkonstruktionshöhe von 4,0 m, im Bereich des Rahmens bis 5,0 m. Die Fahrbahnplatte ist zusätzlich in Querrichtung vorgespannt. 
Als Stützweiten weist das Bauwerk 43 m, 7 × 44 m, (50 m, 76 m, 50 m), 44 m und 43 m auf, bei einer Überbaubreite von 14,30 m. Die mit 76 m größte Stützweite über dem Weißenbrunner Bach wird mit einem Rahmentragwerk, dessen Stiele V-förmig ausgebildet sind (wie bei der Maintalbrücke Gemünden), überspannt. Der Überbau ist dabei mit den Stielen monolithisch verbunden. Dadurch wird die effektive Stützweite auf 50 m reduziert. Die Rahmenstiele haben einen Hohlquerschnitt mit einer Fußabmessung von 2,80 m × 5,30 m bei einer konstanten Wanddicke von 0,4 m. Sie ruhen auf unterhalb des Geländes angeordneten Betongelenken. Die zugehörigen Fundamente sind bis zu 30 m tief mit Pfählen gegründet.
Die zehn Stahlbetonpfeiler haben am Pfeilerkopf eine Querschnittsbreite von 6,0 m und sind dort 3,5 m dick, da für die Einfeldträger die Anordnung von vier Lagern erforderlich ist. Schienenauszüge sind nicht vorhanden, aber Ausgleichsplatten bei den Dehnfugen über den Pfeilern.
Das Bauwerk wurde Ende Januar 2007 europaweit ausgeschrieben und im August vergeben. Die Bauarbeiten haben im April 2008 begonnen. Das Bauwerk sollte planmäßig 2011 fertiggestellt werden. Die Restarbeiten zogen sich bis 2012 hin. Der Erdaushub und der benötigte Beton wurden auf etwa 17.500 Kubikmeter veranschlagt, die Investitionskosten mit rund elf Millionen € beziffert. Ende Oktober 2010 war das letzte Feld des Überbaus auf einer Vorschubrüstung betoniert.

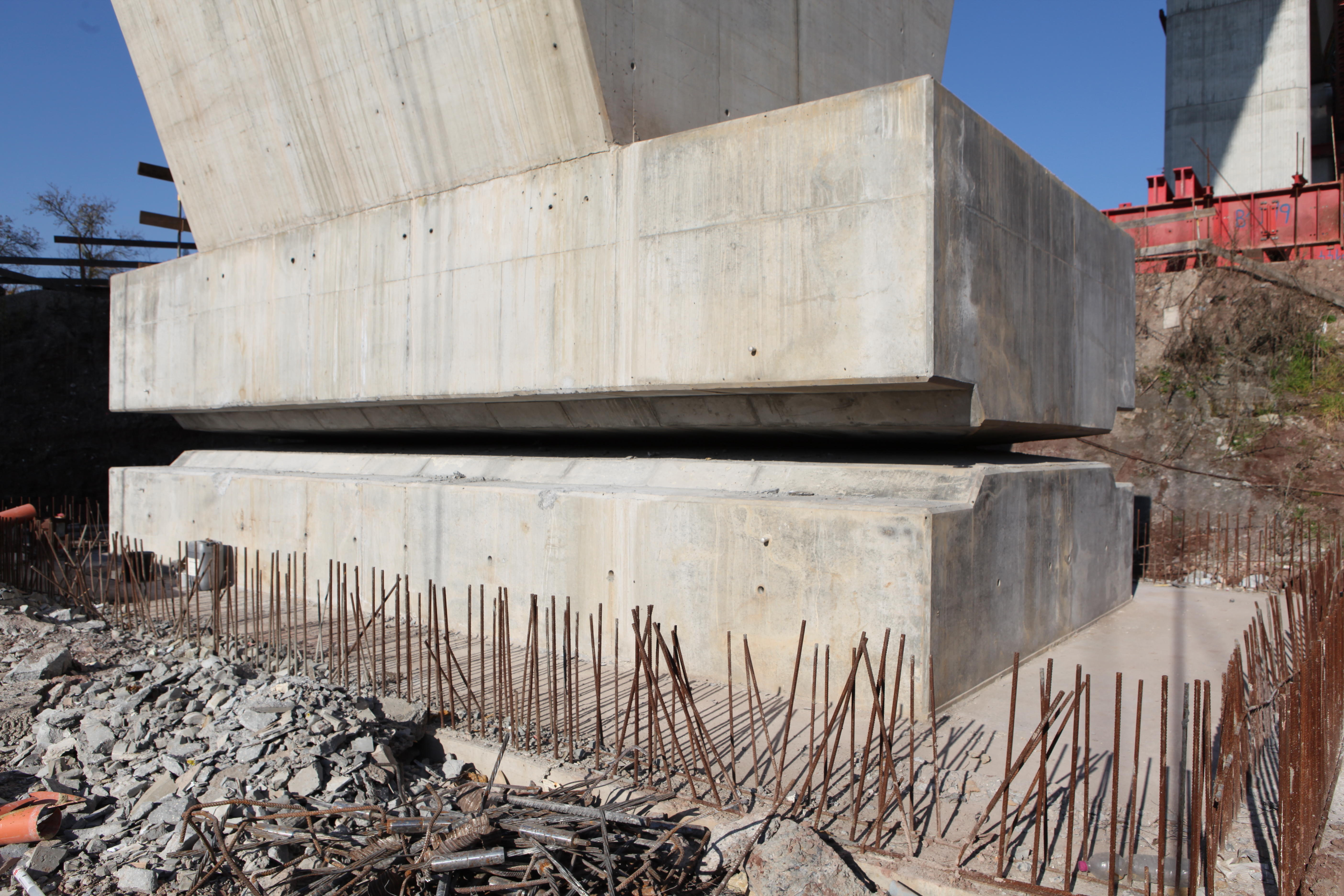
Betongelenk

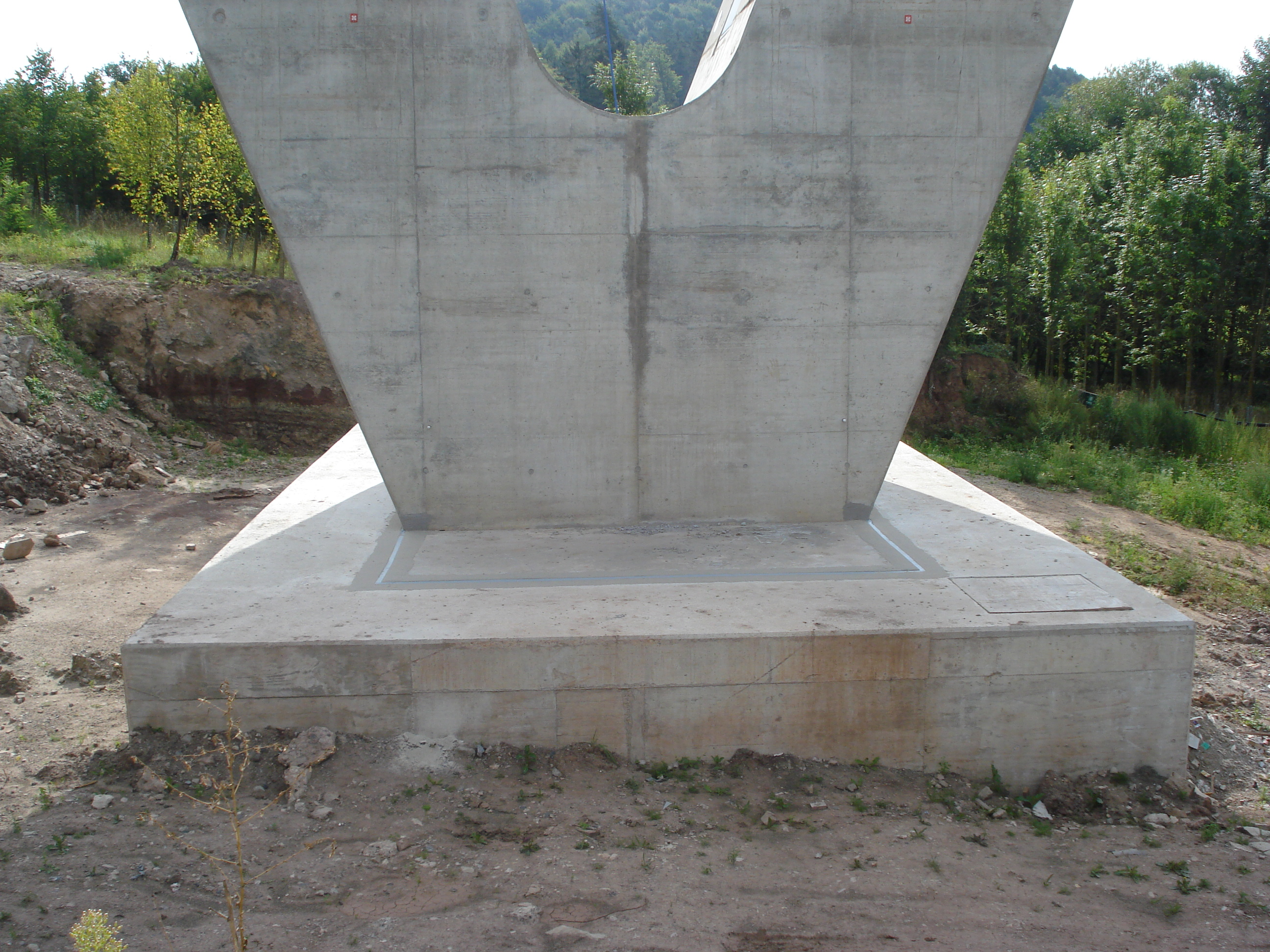
Eingehaustes Betongelenk im Endzustand

### Betongelenk
Eine Besonderheit des Bauwerks sind die Betongelenke unter den beiden Rahmenstützen. Der obere Gelenkblock hat Abmessungen von 9,20 m und 4,40 m, der unbewehrte Gelenkhals darunter ist 8,0 m lang und 0,4 m breit, was ungefähr einem Zwölftel der Querschnittsfläche der anschließenden Gelenkköpfe entspricht.
Vor der Herstellung dieser Bauteile war ein Probekörper im Maßstab 1:1 zu bewehren und in einem Guss zu betonieren, um das Risiko einer unzureichenden Qualität des durch die Schalung nur schwer zugänglichen Gelenkhalses und der hochbewehrten Gelenkköpfe zu minimieren. Der Probekörper wies eine Höhe von etwa 2,5 m, eine Breite von 4,2 m und eine Länge von 9,3 m auf. Der Probekörper wurde zersägt, um den eingebauten Beton auf Fehlstellen zu prüfen.

## Bauzustände

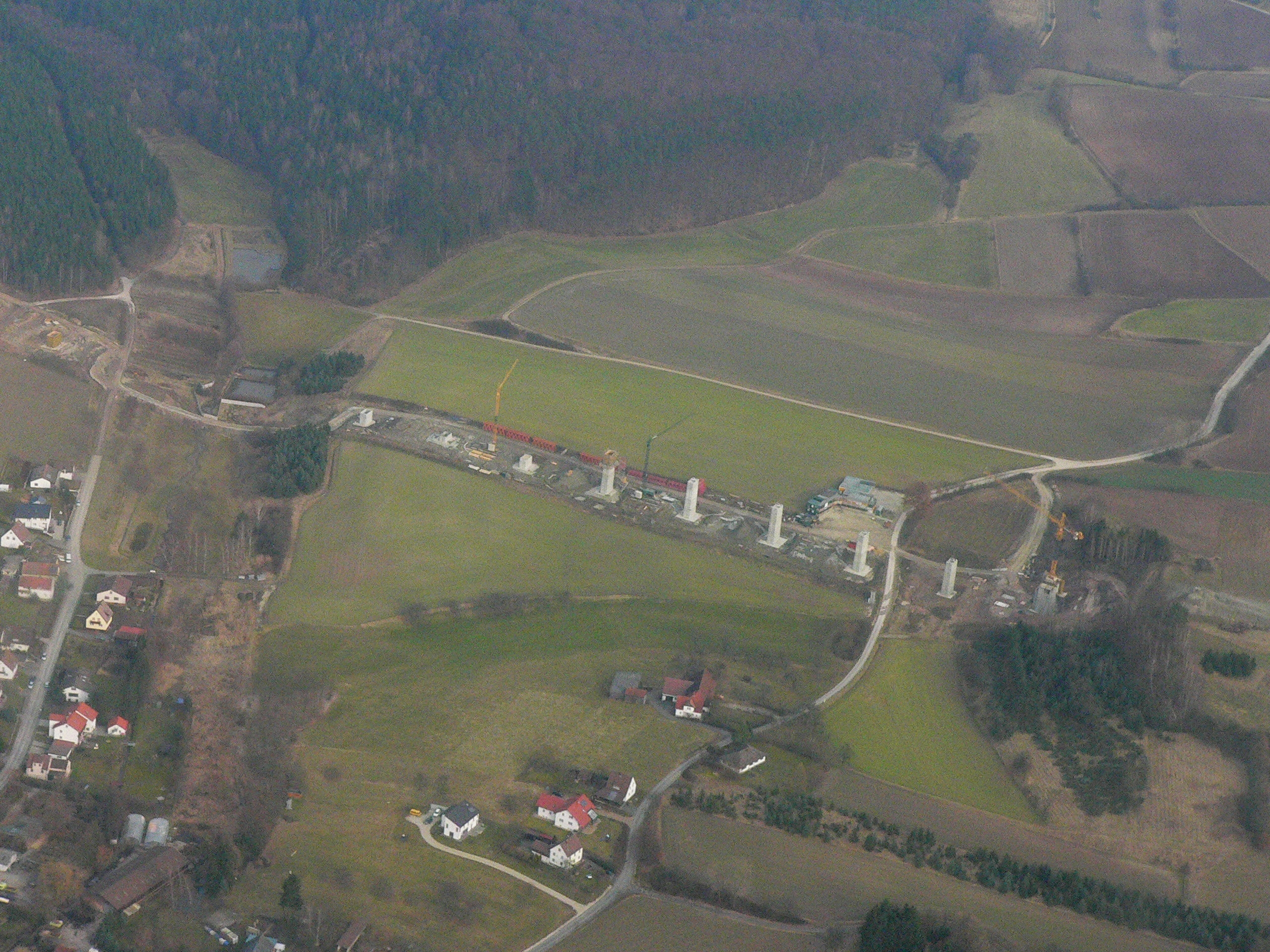
März 2009
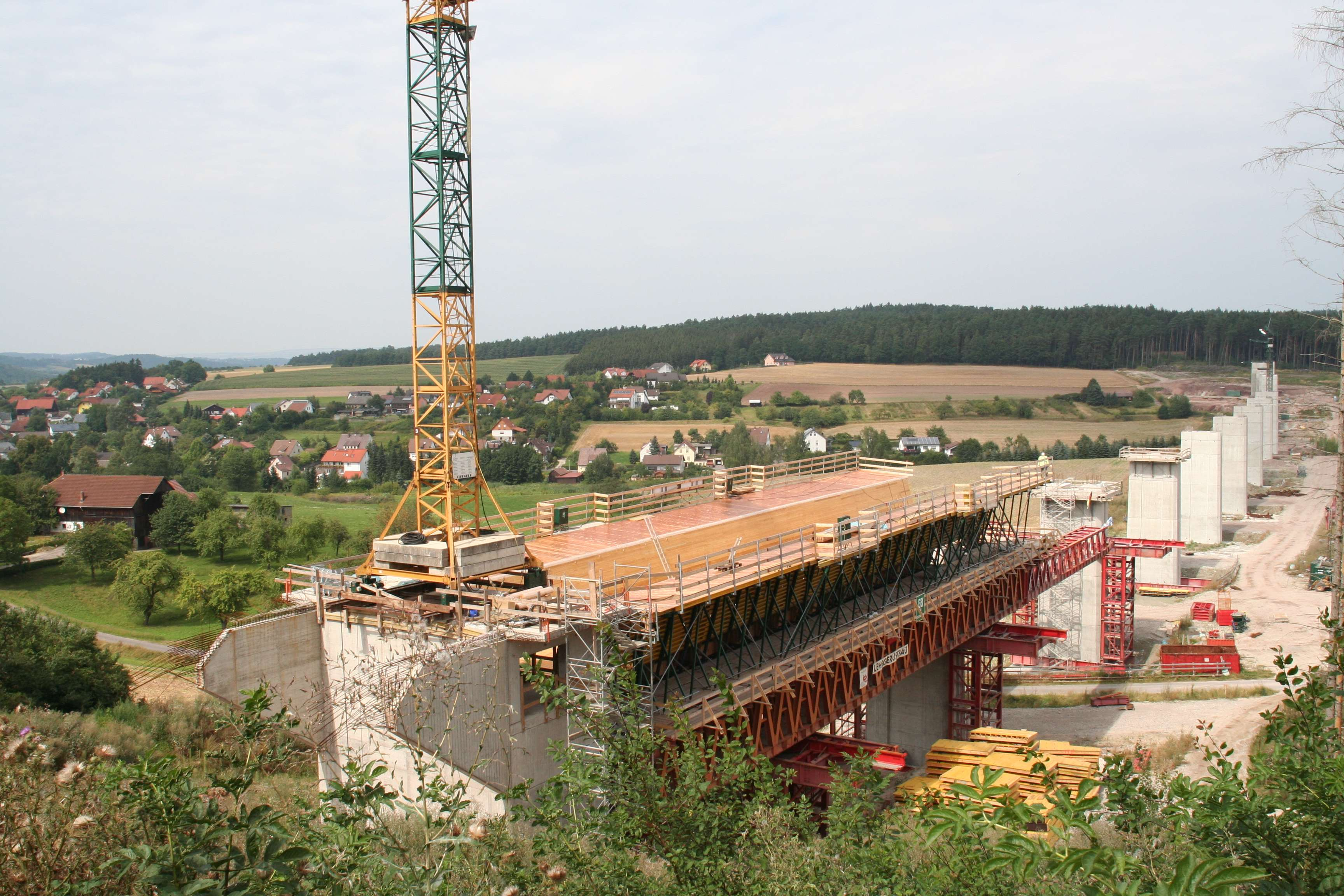
August 2009
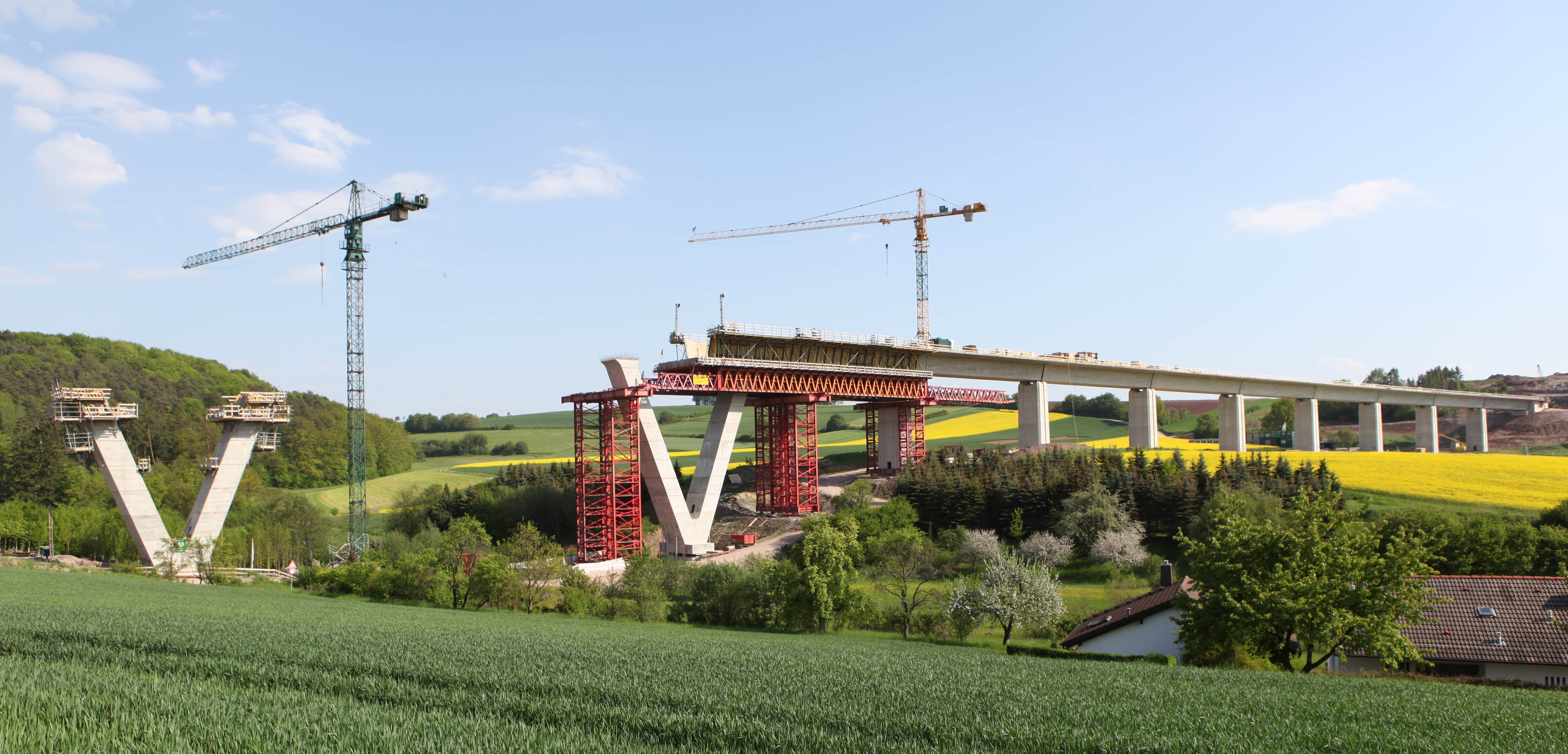
Mai 2010
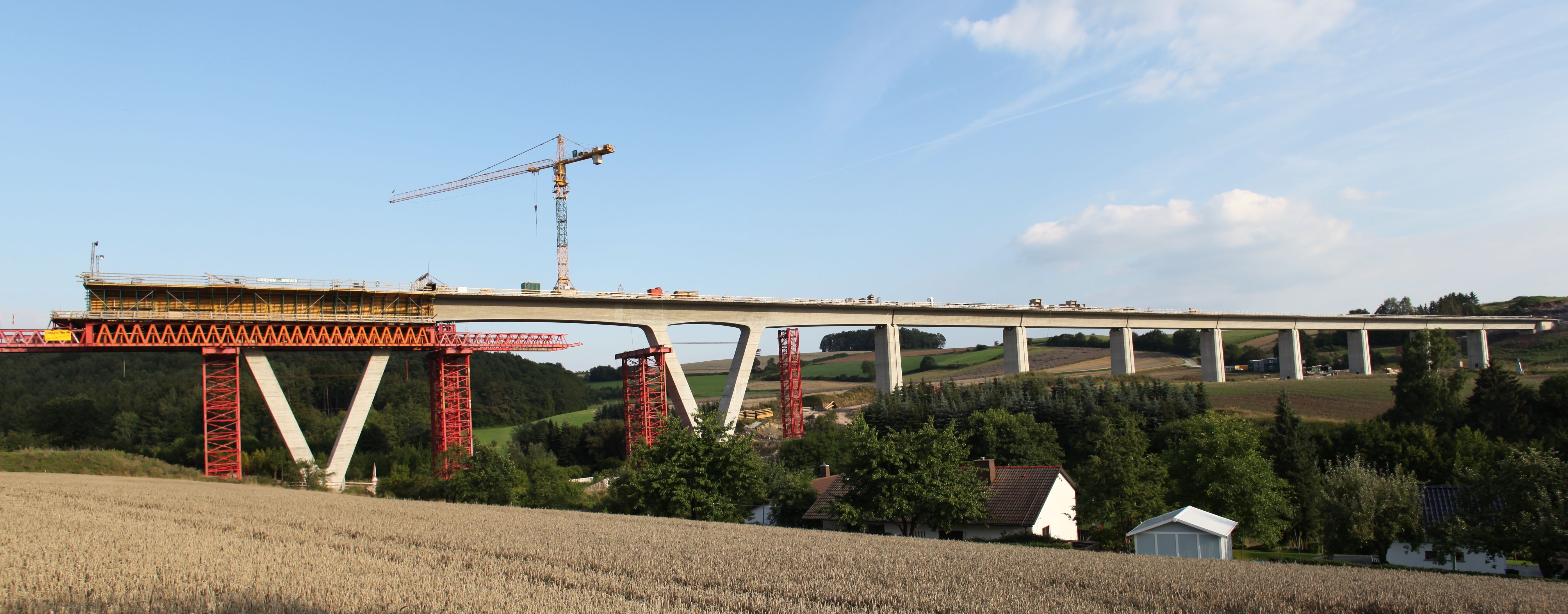
Juli 2010
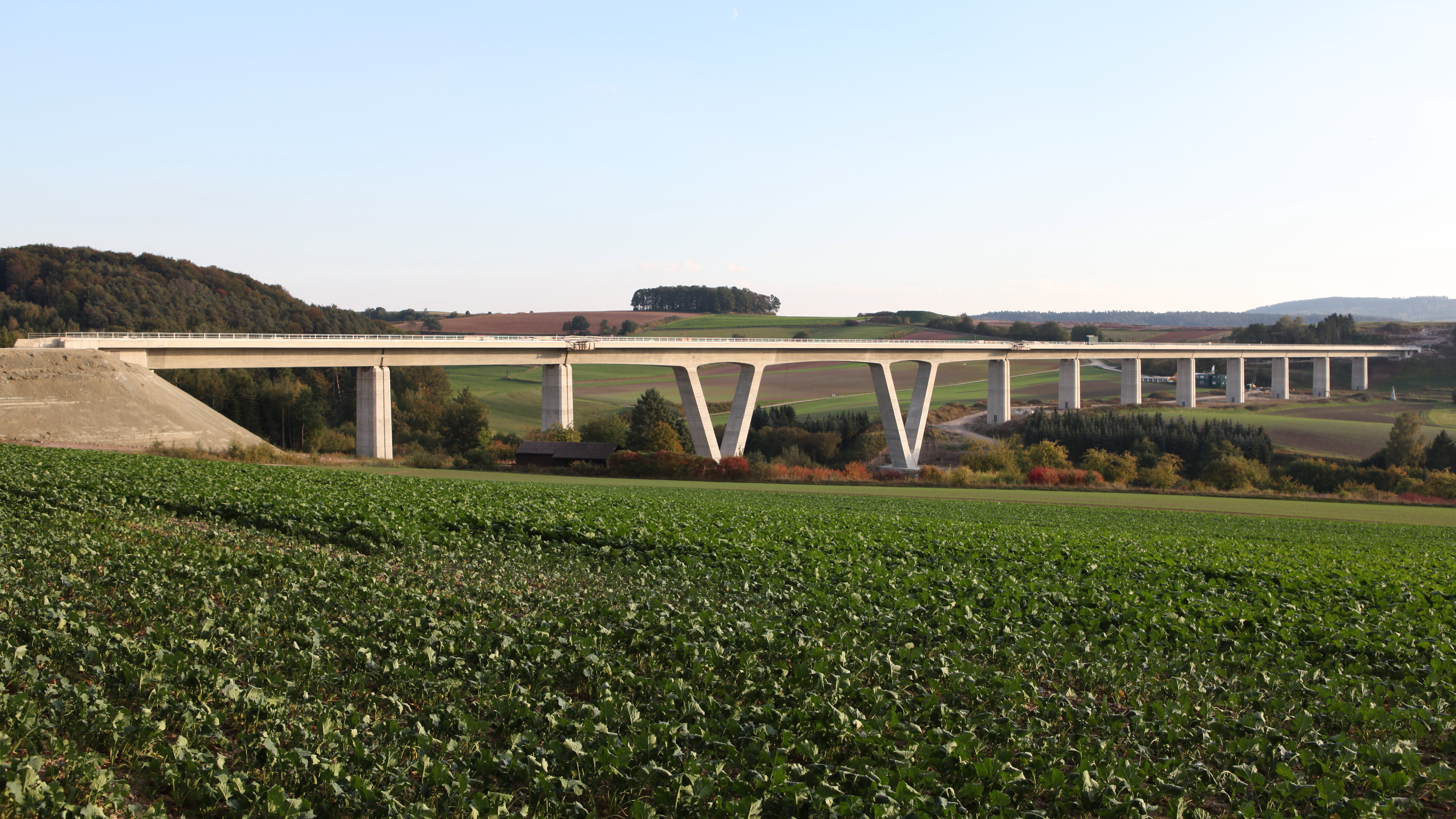
Oktober 2011